# Emil von Albedyll
Emil Heinrich Ludwig von Albedyll (né le 1er avril 1824 à Liebenow, arrondissement d'Arnswalde et mort le 13 juin 1897 à Potsdam) est un général de cavalerie prussien et chef du cabinet militaire de l'empereur Guillaume Ier et de l'empereur Frédéric III.

## Biographie

### Origine
Ses parents sont le lieutenant prussien August Friedrich Ludwig von Albedyll (de) (1793-1865) et son épouse Ernestine Ulrike, née von Wedel (de) (1801-1863) de la branche de Blankensee. Le général de cavalerie prussien Georg von Albedyll (de) (1835-1907) est son frère cadet.

### Carrière militaire
Albedyll s'engage le 10 avril 1841 dans le 2e régiment de cuirassiers de l'armée prussienne et est promu le 5 mai 1843 Sous-lieutenant. En 1848, il participe à la première guerre de Schleswig en tant qu'officier d'ordonnance et prend part aux batailles de Schleswig, Düppel et Fredericia. Il est promu le 11 novembre 1854 premier lieutenant et le 25 mai 1858 Rittmeister. En 1862, il rejoint le Département des affaires personnelles du bureau de Guerre (plus tard le Cabinet militaire) et y est promu le 17 mars 1863 major. Dans l'entourage de l'adjudant général von Manteuffel, il prend part à la bataille de Missunde en 1864 pendant la guerre des Duchés.
Le 29 octobre 1866, Albedyll est promu lieutenant-colonel et nommé adjudant d'escadre. Il prend part à la guerre austro-prussienne au Grand Quartier général. Après avoir été promu colonel le 3 juillet 1868, il participe à nouveau à la guerre contre la France en 1870/71 au Grand Quartier Général et est nommé chef du cabinet militaire après la paix. En tant que tel, il dirige avec une grande influence les relations personnelles et de service des officiers de l'armée prussienne pendant 17 ans. Albedyll devint major général et général à la suite de l'empereur Guillaume Ier le 22 mars 1873. Le 1er avril 1876, il devient adjudant-général de l'empereur et le 11 juin 1876, il est promu lieutenant-général. Le 18 septembre 1886, il est finalement promu général de cavalerie. Même sous l'empereur Frédéric III, Albedyll reste chef du cabinet militaire. En revanche, il ne s'entend pas avec Guillaume II. Le jeune empereur le relève de ses fonctions de longue date et le nomme, le 7 août 1888, général commandant du 7e corps d'armée à Münster.
Le 10 avril 1891, Albedyll reçoit l'ordre de l'Aigle noir à l'occasion de la célébration de ses 50 ans de service. Le 2 juin 1893, il remet son corps d'armée au lieutenant-général Robert von Goetze et est mis à disposition avec pension en approbation de sa demande de départ. Il reste cependant dans sa relation d'adjudant-général de Guillaume II ainsi que dans la position à la suite du 2e régiment de cuirassiers et continue à figurer sur la liste d'ancienneté des généraux.
Après sa retraite, Albedyll vit à la Villa Maurer (de) dans la banlieue de Nauen à Potsdam (6 Puschkinallee). Il y meurt le 13 juin 1897 et inhumé au cimetière de Bornstedt.

### Famille
Albedyll se marie le 8 novembre 1847 à Pasewalk avec Hedwig von Barby (1827-1854), la fille du lieutenant-général prussien Wilhelm von Barby (de) et de sa femme Ulrike, née von Wulffen. Avec elle, Albedyll a deux filles :
- Helene (1848-1936), chanoinesse de l'abbaye de Lindow (de)
- Marie Emilie ("Minka"; 1850–1915) mariée en 1869 avec le premier lieutenant Gustav von Decker (divorcé en 1875), puis marié avec Adolf ("Aze") von Rauch (1843–1926), lieutenant-colonel prussien et officier d'état-major régulier du 6e régiment d'uhlans (de)

Après la mort de sa première femme, il se marie à Dresde le 20 avril 1869 avec Julie von Alten (de) (1835–1915) de la branche de Wilkenburg, fille de Carl Franz Victor comte von Alten et de sa femme Hermine, née von Schmincke. Deux autres filles sont nées de ce mariage :
- Louise ("Lily") (1872–1934)
- Augusta ("Gutta") (1872–1931)